# Campeonato Mundial de Fórmula 1 de 1972
A Temporada de Fórmula 1 de 1972 foi a 23.ª realizada pela FIA. Teve como campeão o brasileiro Emerson Fittipaldi, da equipe Lotus. 

## Campeão e finalistas
| Campeão            | Vice-campeão   | 3º Lugar    |
|                    |                |             |
| Emerson Fittipaldi | Jackie Stewart | Denny Hulme |
| Lotus              | Tyrrell        | McLaren     |

## Equipes e pilotos
| Equipe                                                                                           | Construtor                | Chassi(s)             | Motor                    | Pneus | Piloto                   | Corridas         |
| ------------------------------------------------------------------------------------------------ | ------------------------- | --------------------- | ------------------------ | ----- | ------------------------ | ---------------- |
| Motor Racing Developments                                                                        | Brabham-Ford              | BT33 BT34 BT37        | Ford Cosworth DFV 3.0 V8 | G     | Graham Hill              | Todas            |
| Motor Racing Developments                                                                        | Brabham-Ford              | BT33 BT34 BT37        | Ford Cosworth DFV 3.0 V8 | G     | Carlos Reutemann         | 1–2, 5–12        |
| Motor Racing Developments                                                                        | Brabham-Ford              | BT33 BT34 BT37        | Ford Cosworth DFV 3.0 V8 | G     | Wilson Fittipaldi Júnior | 3–12             |
| Marlboro BRM                                                                                     | BRM                       | P160B P153 P180 P160C | BRM P142 3.0 V12         | F     | Howden Ganley            | 1–6, 8–12        |
| Marlboro BRM                                                                                     | BRM                       | P160B P153 P180 P160C | BRM P142 3.0 V12         | F     | Reine Wisell             | 1, 3–4, 6, 8, 10 |
| Marlboro BRM                                                                                     | BRM                       | P160B P153 P180 P160C | BRM P142 3.0 V12         | F     | Peter Gethin             | 1–7, 9–12        |
| Marlboro BRM                                                                                     | BRM                       | P160B P153 P180 P160C | BRM P142 3.0 V12         | F     | Alex Soler-Roig          | 1, 3             |
| Marlboro BRM                                                                                     | BRM                       | P160B P153 P180 P160C | BRM P142 3.0 V12         | F     | Helmut Marko             | 1–2, 4–6         |
| Marlboro BRM                                                                                     | BRM                       | P160B P153 P180 P160C | BRM P142 3.0 V12         | F     | Jean-Pierre Beltoise     | 2–12             |
| Marlboro BRM                                                                                     | BRM                       | P160B P153 P180 P160C | BRM P142 3.0 V12         | F     | Vern Schuppan            | 5                |
| Marlboro BRM                                                                                     | BRM                       | P160B P153 P180 P160C | BRM P142 3.0 V12         | F     | Jackie Oliver            | 7                |
| Marlboro BRM                                                                                     | BRM                       | P160B P153 P180 P160C | BRM P142 3.0 V12         | F     | Bill Brack               | 11               |
| Marlboro BRM                                                                                     | BRM                       | P160B P153 P180 P160C | BRM P142 3.0 V12         | F     | Brian Redman             | 12               |
| Scuderia Ferrari SpA SEFAC                                                                       | Ferrari                   | 312B2                 | Ferrari 001/1 3.0 F12    | F     | Jacky Ickx               | Todas            |
| Scuderia Ferrari SpA SEFAC                                                                       | Ferrari                   | 312B2                 | Ferrari 001/1 3.0 F12    | F     | Clay Regazzoni           | 1–5, 8–12        |
| Scuderia Ferrari SpA SEFAC                                                                       | Ferrari                   | 312B2                 | Ferrari 001/1 3.0 F12    | F     | Mario Andretti           | 1–3, 10, 12      |
| Scuderia Ferrari SpA SEFAC                                                                       | Ferrari                   | 312B2                 | Ferrari 001/1 3.0 F12    | F     | Nanni Galli              | 6                |
| Scuderia Ferrari SpA SEFAC                                                                       | Ferrari                   | 312B2                 | Ferrari 001/1 3.0 F12    | F     | Arturo Merzario          | 7–8              |
| John Player Team Lotus World Wide Racing                                                         | Lotus-Ford                | 72D                   | Ford Cosworth DFV 3.0 V8 | F     | Emerson Fittipaldi       | Todas            |
| John Player Team Lotus World Wide Racing                                                         | Lotus-Ford                | 72D                   | Ford Cosworth DFV 3.0 V8 | F     | David Walker             | 1–9, 12          |
| John Player Team Lotus World Wide Racing                                                         | Lotus-Ford                | 72D                   | Ford Cosworth DFV 3.0 V8 | F     | Reine Wisell             | 11–12            |
| STP March Racing Team                                                                            | March-Ford                | 721 721X 721G         | Ford Cosworth DFV 3.0 V8 | G     | Ronnie Peterson          | Todas            |
| STP March Racing Team                                                                            | March-Ford                | 721 721X 721G         | Ford Cosworth DFV 3.0 V8 | G     | Niki Lauda               | Todas            |
| Equipe Matra Sports                                                                              | Matra                     | MS120C MS120D         | Matra MS72 3.0 V12       | G     | Chris Amon               | Todas            |
| Yardley Team McLaren                                                                             | McLaren-Ford              | M19A M19C             | Ford Cosworth DFV 3.0 V8 | G     | Denny Hulme              | Todas            |
| Yardley Team McLaren                                                                             | McLaren-Ford              | M19A M19C             | Ford Cosworth DFV 3.0 V8 | G     | Peter Revson             | 1–3, 5, 7, 9–12  |
| Yardley Team McLaren                                                                             | McLaren-Ford              | M19A M19C             | Ford Cosworth DFV 3.0 V8 | G     | Brian Redman             | 4, 6, 8          |
| Yardley Team McLaren                                                                             | McLaren-Ford              | M19A M19C             | Ford Cosworth DFV 3.0 V8 | G     | Jody Scheckter           | 12               |
| Team Surtees Brooke Bond Oxo Team Surtees Ceramica Pagnossin Team Surtees Flame Out Team Surtees | Surtees-Ford              | TS9B TS14             | Ford Cosworth DFV 3.0 V8 | F     | Tim Schenken             | Todas            |
| Team Surtees Brooke Bond Oxo Team Surtees Ceramica Pagnossin Team Surtees Flame Out Team Surtees | Surtees-Ford              | TS9B TS14             | Ford Cosworth DFV 3.0 V8 | F     | Andrea de Adamich        | Todas            |
| Team Surtees Brooke Bond Oxo Team Surtees Ceramica Pagnossin Team Surtees Flame Out Team Surtees | Surtees-Ford              | TS9B TS14             | Ford Cosworth DFV 3.0 V8 | F     | Mike Hailwood            | 2–10, 12         |
| Team Surtees Brooke Bond Oxo Team Surtees Ceramica Pagnossin Team Surtees Flame Out Team Surtees | Surtees-Ford              | TS9B TS14             | Ford Cosworth DFV 3.0 V8 | F     | John Surtees             | 10, 12           |
| Elf Team Tyrrell                                                                                 | Tyrrell-Ford              | 003 002 004 005 006   | Ford Cosworth DFV 3.0 V8 | G     | Jackie Stewart           | 1–4, 6–12        |
| Elf Team Tyrrell                                                                                 | Tyrrell-Ford              | 003 002 004 005 006   | Ford Cosworth DFV 3.0 V8 | G     | François Cevert          | Todas            |
| Elf Team Tyrrell                                                                                 | Tyrrell-Ford              | 003 002 004 005 006   | Ford Cosworth DFV 3.0 V8 | G     | Patrick Depailler        | 6, 12            |
| Team Williams Motul                                                                              | March-Ford Politoys-Ford  | 711 721 FX3           | Ford Cosworth DFV 3.0 V8 | G     | Henri Pescarolo          | Todas            |
| Team Williams Motul                                                                              | March-Ford Politoys-Ford  | 711 721 FX3           | Ford Cosworth DFV 3.0 V8 | G     | José Carlos Pace         | 2–12             |
| Team Eifelland Caravans                                                                          | Eifelland-Ford            | 21                    | Ford Cosworth DFV 3.0 V8 | G     | Rolf Stommelen           | 2–9              |
| Scribante Lucky Strike Racing                                                                    | Lotus-Ford                | 72D                   | Ford Cosworth DFV 3.0 V8 | F     | Dave Charlton            | 2, 6–8           |
| Team Gunston                                                                                     | Surtees-Ford Brabham-Ford | TS9 BT33              | Ford Cosworth DFV 3.0 V8 | F     | John Love                | 2                |
| Team Gunston                                                                                     | Surtees-Ford Brabham-Ford | TS9 BT33              | Ford Cosworth DFV 3.0 V8 | F     | William Ferguson         | 2                |
| Clarke-Mordaunt-Guthrie Racing                                                                   | March-Ford                | 721G                  | Ford Cosworth DFV 3.0 V8 | F     | Mike Beuttler            | 3–12             |
| Martini Racing                                                                                   | Tecno                     | PA123/3               | Tecno Series-P 3.0 F12   | F     | Nanni Galli              | 5, 7, 9–10       |
| Martini Racing                                                                                   | Tecno                     | PA123/3               | Tecno Series-P 3.0 F12   | F     | Derek Bell               | 6, 8, 10–12      |
| Darnval Connew Racing Team                                                                       | Connew-Ford               | PC1                   | Ford Cosworth DFV 3.0 V8 | F     | François Migault         | 7, 9             |
| Gene Mason Racing                                                                                | March-Ford                | 711                   | Ford Cosworth DFV 3.0 V8 | F     | Skip Barber              | 11–12            |
| Champcarr Inc.                                                                                   | Surtees-Ford              | TS9B                  | Ford Cosworth DFV 3.0 V8 | F     | Sam Posey                | 12               |

## Calendário
| Prova | Grande Prêmio       | Data           | Local                          |
| ----- | ------------------- | -------------- | ------------------------------ |
| 1     | GP da Argentina     | 23 de Janeiro  | Autódromo Oscar Alfredo Gálvez |
| 2     | GP da África do Sul | 5 de Março     | Kyalami                        |
| 3     | GP da Espanha       | 7 de Maio      | Circuito Permanente Del Jarama |
| 4     | GP de Mônaco        | 14 de Maio     | Monte Carlo                    |
| 5     | GP da Bélgica       | 4 de Junho     | Nivelles-Baulers               |
| 6     | GP da França        | 2 de Julho     | Charade Circuit                |
| 7     | GP da Inglaterra    | 16 de Julho    | Brands Hatch                   |
| 8     | GP da Alemanha      | 30 de Julho    | Nürburgring                    |
| 9     | GP da Áustria       | 13 de Agosto   | Österreichring                 |
| 10    | GP da Itália        | 10 de Setembro | Monza                          |
| 11    | GP do Canadá        | 24 de Setembro | Mosport Park                   |
| 12    | GP dos EUA          | 8 de Outubro   | Watkins Glen International     |

## Resultados

### Grandes Prêmios
| GP | Grande Prêmio       | Pole Position      | Volta mais rápida    | Vencedor             | Equipe       | Descrição |
| -- | ------------------- | ------------------ | -------------------- | -------------------- | ------------ | --------- |
| 1  | GP da Argentina     | Carlos Reutemann   | Jackie Stewart       | Jackie Stewart       | Tyrrell-Ford | Detalhes  |
| 2  | GP da África do Sul | Jackie Stewart     | Mike Hailwood        | Denny Hulme          | McLaren-Ford | Detalhes  |
| 3  | GP da Espanha       | Jacky Ickx         | Jacky Ickx           | Emerson Fittipaldi   | Lotus-Ford   | Detalhes  |
| 4  | GP de Mônaco        | Emerson Fittipaldi | Jean-Pierre Beltoise | Jean-Pierre Beltoise | BRM          | Detalhes  |
| 5  | GP da Bélgica       | Emerson Fittipaldi | Chris Amon           | Emerson Fittipaldi   | Lotus-Ford   | Detalhes  |
| 6  | GP da França        | Chris Amon         | Chris Amon           | Jackie Stewart       | Tyrrell-Ford | Detalhes  |
| 7  | GP da Grã-Bretanha  | Jacky Ickx         | Jackie Stewart       | Emerson Fittipaldi   | Lotus-Ford   | Detalhes  |
| 8  | GP da Alemanha      | Jacky Ickx         | Jacky Ickx           | Jacky Ickx           | Ferrari      | Detalhes  |
| 9  | GP da Áustria       | Emerson Fittipaldi | Denny Hulme          | Emerson Fittipaldi   | Lotus-Ford   | Detalhes  |
| 10 | GP da Itália        | Jacky Ickx         | Jacky Ickx           | Emerson Fittipaldi   | Lotus-Ford   | Detalhes  |
| 11 | GP do Canadá        | Peter Revson       | Jackie Stewart       | Jackie Stewart       | Tyrrell-Ford | Detalhes  |
| 12 | GP dos EUA          | Jackie Stewart     | Jackie Stewart       | Jackie Stewart       | Tyrrell-Ford | Detalhes  |

### Pilotos
| Pos | Piloto               | ARG | RSA | ESP | MON | BEL | FRA | GBR | GER | AUT | ITA | CAN | USA | Pontos |
| --- | -------------------- | --- | --- | --- | --- | --- | --- | --- | --- | --- | --- | --- | --- | ------ |
| 1   | Emerson Fittipaldi   | Ret | 2   | 1   | 3   | 1   | 2   | 1   | Ret | 1   | 1   | 11  | Ret | 61     |
| 2   | Jackie Stewart       | 1   | Ret | Ret | 4   |     | 1   | 2   | 11  | 7   | Ret | 1   | 1   | 45     |
| 3   | Denny Hulme          | 2   | 1   | Ret | 15  | 3   | 7   | 5   | Ret | 2   | 3   | 3   | 3   | 39     |
| 4   | Jacky Ickx           | 3   | 8   | 2   | 2   | Ret | 11  | Ret | 1   | Ret | Ret | 12  | 5   | 27     |
| 5   | Peter Revson         | Ret | 3   | 5   |     | 7   |     | 3   |     | 3   | 4   | 2   | 18  | 23     |
| 6   | François Cevert      | Ret | 9   | Ret | NC  | 2   | 4   | Ret | 10  | 9   | Ret | Ret | 2   | 15     |
| 7   | Clay Regazzoni       | 4   | 12  | 3   | Ret | Ret |     |     | 2   | Ret | Ret | 5   | 8   | 15     |
| 8   | Mike Hailwood        |     | Ret | Ret | Ret | 4   | 6   | Ret | Ret | 4   | 2   |     | 17  | 13     |
| 9   | Ronnie Peterson      | 6   | 5   | Ret | 11  | 9   | 5   | 7   | 3   | 12  | 9   | DSQ | 4   | 12     |
| 10  | Chris Amon           | DNS | 15  | Ret | 6   | 6   | 3   | 4   | 15  | 5   | Ret | 6   | 15  | 12     |
| 11  | Jean-Pierre Beltoise |     | Ret | Ret | 1   | Ret | 15  | 11  | 9   | 8   | 8   | Ret | Ret | 9      |
| 12  | Mario Andretti       | Ret | 4   | Ret |     |     |     |     |     |     | 7   |     | 6   | 4      |
| 13  | Howden Ganley        | 9   | NC  | Ret | Ret | 8   |     |     | 4   | 6   | 11  | 10  | Ret | 4      |
| 14  | Brian Redman         |     |     |     | 5   |     | 9   |     | 5   |     |     |     | Ret | 4      |
| 15  | Graham Hill          | Ret | 6   | 10  | 12  | Ret | 10  | Ret | 6   | Ret | 5   | 8   | 11  | 4      |
| 16  | Carlos Reutemann     | 7   | Ret |     |     | 13  | 12  | 8   | Ret | Ret | Ret | 4   | Ret | 3      |
| 17  | Andrea de Adamich    | Ret | NC  | 4   | 7   | Ret | 14  | Ret | 13  | 14  | Ret | Ret | Ret | 3      |
| 18  | José Carlos Pace     |     | 17  | 6   | 17  | 5   | Ret | Ret | NC  | NC  | Ret | 9   | Ret | 3      |
| 19  | Tim Schenken         | 5   | Ret | 8   | Ret | Ret | 17  | Ret | 14  | 11  | Ret | 7   | Ret | 2      |
| 20  | Arturo Merzario      |     |     |     |     |     |     | 6   | 12  |     |     |     |     | 1      |
| 21  | Peter Gethin         | Ret | NC  | Ret | Ret | Ret |     | Ret |     | 13  | 6   | Ret | Ret | 1      |
| 22  | Wilson Fittipaldi    |     |     | 7   | 9   | Ret | 8   | 12  | 7   | Ret | Ret | Ret | Ret | 0      |
| 23  | Niki Lauda           | 11  | 7   | Ret | 16  | 12  | Ret | 9   | Ret | 10  | 13  | DSQ | NC  | 0      |
| 24  | Patrick Depailler    |     |     |     |     |     | NC  |     |     |     |     |     | 7   | 0      |
| 25  | Helmut Marko         | 10  | 14  |     | 8   | 10  | Ret |     |     |     |     |     |     | 0      |
| 26  | Mike Beuttler        |     |     | DNQ | 13  | Ret | 19  | 13  | 8   | Ret | 10  | NC  | 13  | 0      |
| 27  | Henri Pescarolo      | 8   | 11  | 11  | Ret | NC  |     | Ret | Ret |     | DNQ | 13  | 14  | 0      |
| 28  | David Walker         | DSQ | 10  | 9   | 14  | 14  | 18  | Ret | Ret | Ret |     |     | Ret | 0      |
| 29  | Jody Scheckter       |     |     |     |     |     |     |     |     |     |     |     | 9   | 0      |
| 30  | Rolf Stommelen       |     | 13  | Ret | 10  | 11  | 16  | 10  | Ret | Ret |     |     |     | 0      |
| 31  | Reine Wisell         | Ret |     | Ret | Ret |     | Ret |     | Ret |     | 12  | Ret | 10  | 0      |
| 32  | Sam Posey            |     |     |     |     |     |     |     |     |     |     |     | 12  | 0      |
| 33  | Nanni Galli          |     |     |     |     | Ret | 13  | Ret |     | Ret | Ret |     |     | 0      |
| 34  | Skip Barber          |     |     |     |     |     |     |     |     |     |     | NC  | 16  | 0      |
| 35  | John Love            |     | 16  |     |     |     |     |     |     |     |     |     |     | 0      |
| —   | Dave Charlton        |     | Ret |     |     |     | DNQ | Ret | Ret |     |     |     |     | 0      |
| —   | Derek Bell           |     |     |     |     |     |     |     | Ret |     | DNQ |     | Ret | 0      |
| —   | Alex Soler-Roig      | Ret |     | Ret |     |     |     |     |     |     |     |     |     | 0      |
| —   | Jackie Oliver        |     |     |     |     |     |     | Ret |     |     |     |     |     | 0      |
| —   | François Migault     |     |     |     |     |     |     |     |     | Ret |     |     |     | 0      |
| —   | John Surtees         |     |     |     |     |     |     |     |     |     | Ret |     |     | 0      |
| —   | Bill Brack           |     |     |     |     |     |     |     |     |     |     | Ret |     | 0      |
| Pos | Piloto               | ARG | RSA | ESP | MON | BEL | FRA | GBR | GER | AUT | ITA | CAN | USA | Pontos |

| Cor        | Resultado             |
| ---------- | --------------------- |
| Ouro       | Vencedor              |
| Prata      | 2.º lugar             |
| Bronze     | 3.º lugar             |
| Verde      | Terminou, nos pontos  |
| Azul       | Terminou, sem pontos  |
| Púrpura    | Ret – Retirou-se      |
| Vermelho   | NQ – Não qualificado  |
| Preto      | DSQ – Desqualificado  |
| Branco     | NL – Não largou       |
| Branco     | C – Corrida cancelada |
| Azul claro | AT – Apenas Treino    |
| Sem cor    | NP – Não participou   |
| Sem cor    | Les – Lesionado       |
| Sem cor    | EX – Excluído         |

Em negrito indica pole position e em itálico indica volta mais rápida.

### Construtors
| Pos | Construtor    | Chassis                     | Motor             | Pneu | Pontos  | Vitórias | Pódios | Poles |
| --- | ------------- | --------------------------- | ----------------- | ---- | ------- | -------- | ------ | ----- |
| 1   | Lotus-Ford    | 72D                         | Ford Cosworth DFV | F    | 61      | 5        | 8      | 3     |
| 2   | Tyrrell-Ford  | 002 003 004 005 006         | Ford Cosworth DFV | G    | 51      | 4        | 7      | 2     |
| 3   | McLaren-Ford  | M19A M19C                   | Ford Cosworth DFV | G    | 47 (49) | 1        | 11     | 1     |
| 4   | Ferrari       | 312B2-72                    | Ferrari 001/1     | G    | 33      | 1        | 6      | 4     |
| 5   | Surtees-Ford  | TS9A TS9B TS14              | Ford Cosworth DFV | F    | 18      |          | 1      |       |
| 6   | March-Ford    | 721 721X 721G               | Ford Cosworth DFV | G F  | 15      |          | 1      |       |
| 7   | BRM           | P153 P153B P160B P160C P180 | BRM P142          | F    | 14      | 1        | 1      |       |
| 8   | Matra         | MS120C MS120D               | Matra MS71        | G    | 12      |          | 1      | 1     |
| 9   | Brabham-Ford  | BT33 BT34 BT37              | Ford Cosworth DFV | G F  | 7       |          |        | 1     |
| 10  | Politoys-Ford | FX3                         | Ford Cosworth DFV | G    |         |          |        |       |
| 11  | Tecno         | PA123                       | Tecno Series-P    | F    |         |          |        |       |
| 12  | Connew-Ford   | PC                          | Ford Cosworth DFV | F    |         |          |        |       |